# Острва Свети Павле и Амстердам
Острва Свети Павле и Амстердам (фр. Île Saint-Paul, Île Amsterdam) су острва у Индијском океану која припадају Француским јужним и антарктичким земљама. 
Острво Амстердам је веће и има површину од 55 km², док острво Свети Павле има 6 km². Удаљеност између њих је 85 километара. 